# Dyanik Zurakowska
Dyanik Zurakowska (Élisabethville, Congo Belga, 22 de març de 1947) és una actriu que va desenvolupar la seva carrera en el cinema espanyol durant les dècades de 1960 i 1970.
Va debutar en el cinema espanyol a mitjan dècada de 1960. Fins a finals de la dècada següent va intervenir en més de quaranta títols de gèneres diversos: comèdia, terror, espionatge o Spaghetti western. Es va deixar veure especialment en aquest últim gènere, en títols de realitzadors com Rafael Romero Marchent.
Després d'intervenir en algunes coproduccions, la seva última aparició en la pantalla va tenir lloc en la sèrie francesa Les Enquêtes du commissaire Maigret (1977), basada en el personatge del Comissari Maigret.
El seu nom, Dyanik, va aparèixer acreditat en les pel·lícules en les quals va participar, escrit de molt diverses maneres, com Dianik, Djanik, Danik, Diannyk i Dianick.

## Filmografia parcial
- La llamada (1965)[4]
- Las vidas que tú no conoces (1965) - Curtmetratge
- La ciudad no es para mí (1966)
- Técnica de un espía (1966)
- Los ojos perdidos (1966)
- Joe, el implacable (1966)
- En Andalucía nació el amor (1966)
- Fantasía 3 (1966)
- Bang Bang Kid (1967)
- El hombre que mató a Billy el Niño (1967) de Juli Buchs
- El halcón de Castilla (1967)
- Dos cruces en Danger Pass (1967)
- Dos hombres van a morir (1968)
- La marca del hombre lobo (1968)
- Uno a uno sin piedad (1968)
- Las Golondrinas (1968)
- ¿Quién grita venganza? (1968) de Rafael Romero Marchent
- Matrimonios separados (1969)
- Bohemios (1969)
- La última moda (1969, migmetratge), de Valerio Lazarov
- 20.000 dólares por un cadáver (1970)
- El coleccionista de cadáveres (1970)
- Dele color al difunto (1970), de Luis María Delgado
- El mesón del gitano (1970)
- El triangulito (1970)
- El coleccionista de cadáveres (1970), de Santos Alcocer
- Dele color al difunto (1970)
- La casa de los Martínez (1971)
- La orilla (1971)
- Dos chicas de revista (1972)
- Rebeldes de Arizona (1972)
- Sexy Cat (1973)
- La orgía de los muertos (1973)
- The Marseille Contract (1974)
- La orgía nocturna de los vampiros (1974) de León Klimovsky
- El mejor regalo (1975) de Javier Aguirre
- Con la música a otra parte (1975) de Fernando Merino
- El asesino está entre los trece (1976) de Javier Aguirre Fernández
- L'aile ou la cuisse (1976) de Claude Zidi